# Crazy in Love
„Crazy in Love“ je první sólový singl americké zpěvačky Beyoncé Knowles, na kterém spolupracovala s americkým rapperem Jay-Z. Producenti písně jsou Beyoncé a Rich Harrison, kteří tuto píseň společně s Jay-Z napsali. Je to hlavní singl pro první desku Beyoncé Dangerously in Love (2003). Premiéra byla 20. května 2003 a vydaná byla vydavatelstvím Columbia Records. „Crazy in Love“ prezentuje hudbu R&B, obsahuje elementy funku 70. let, soulu a popu. Hlavní hudební motiv - riff dechové sekce je sample z nahrávky The Chi-Lites "Are You My Woman (Tell Me So)", kterou napsal Eugene Record. Právě tento riff je dle Beyoncé důvodem úspěchu skladby.

## Vydání a remixy
Singl „Crazy in Love“ měl premiéru v amerických rádiích 18. května roku 2003. O dva dny později byl singl uveřejněný v britském a americkém iTunes. 30. června 2003 byl vydaný jako CD singl ve Velké Británii, Irsku a Švýcarsku. Ve stejný den bylo v Německu zveřejněno digitální mini-album a maxi singl. 8. července 2003 byl mini-album dostupný ve většině evropských zemí a v Kanadě. 22. července 2003 byly vydány v USA dva remixy „Crazy in Love“ autorů Rockwildera a Adama 12.
V roce 2014 natočila Beyoncé, pro film Padesát odstínů šedi (2015), novou verzi písně „Crazy in Love“.

## Ocenění
Singl „Crazy in Love“ vyhrál cenu MTV Europe Music Awards za nejlepší píseň roku 2003. Ve stejném roce získala píseň cenu za nejlepší hudební spolupráci na předávání cen VIBE Awards a cenu v kategorii nejlepší R&B nebo nejlepší taneční píseň během předávání cen International Dance Music Awards. V roce 2004 byla píseň „Crazy in Love“ nominovaná na ceny Grammy ve třech kategoriích: nejlepší R&B píseň, nejlepší Rap/Sung spolupráce a nahrávka roku. Beyoncé proměnila ve vítězství dvě nominace: nejlepší R&B píseň a nejlepší R&B spolupráce.. Píseň byla také nominovaná v kategorii nejlepší píseň na cenách NAACP Image Awards a v kategorii nejoblíbenější píseň na cenách Kids' Choice Awards.

## Videoklip
Videoklip k písni „Crazy in Love“, který měl premiéru v květnu roku 2003, režíroval Jake Nava. V dokumentu z roku 2013, MTV Making of the Video, zpěvačka promluvila o koncepci videoklipu: „Videoklip oslavuje evoluci dívky. Vypráví o dívce, která se ocitá v novém vztahu. Říká si, že je opravdu zamilovaná, ale přesto dělá věci, která by normálně nedělala. Nezajímá ji to, protože je doslova šíleně zamilovaná“
Videoklip byl velmi pozitivně přijat od hudebních kritiků a získal několik cen. V roce 2003 získal videoklip tři ceny MTV Video Music Awards v kategoriích: nejlepší ženský videoklip, nejlepší R&B videoklip a nejlepší choreografie. Jake Nava získal v roce 2004 cenu Music Video Production Association za nejlepší režii R&B videoklipu. Ve stejném roce získal videoklip cenu za nejlepší spolupráci na videoklipu na cenách MTV Video Music Awards Japan. V kategorii nejlepší mezinárodní videoklip získal cenu od MuchMusic Video Awards.

## Vystoupení na živo
17. května roku 2003 zazpívala Beyoncé premiérově píseň „Crazy in Love“ v programu Saturday Night Live. Poprvé s Jay-Z ji zazpívala 28. srpna během předávání cen MTV Video Music Awards. Píseň stala elementem set listu většiny koncertů zpěvačky. „Crazy in Love“ byla poslední písní turné Dangerously in Love Tour, která začala koncem rou 2003. 17. února 2004 ji zazpívala během předávání cen BRIT Awards. 31. května ji Beyoncé a Jay-Z zazpívali na festivalu The Prince's Trust v Londýně „Crazy in Love“ byl úvodní písní během turné The Beyoncé Experience  a I Am... Tour.

## Pozice v žebříčcích
| Žebříček (2003)                      | Nejvyšší pozice |
| ------------------------------------ | --------------- |
| Australian Singles Chart             | 2               |
| Austrian Singles Chart               | 6               |
| Belgian Singles Chart (Vlámsko)      | 5               |
| Belgian Singles Chart (Valonsko)     | 10              |
| Canadian Hot 100                     | 2               |
| Danish Singles Chart                 | 5               |
| Dutch Top 40                         | 2               |
| European Hot 100 Singles             | 1               |
| Finnish Singles Chart                | 12              |
| French Singles Chart                 | 21              |
| German Singles Chart                 | 6               |
| Hungarian Singles Chart              | 3               |
| Irish Singles Chart                  | 1               |
| Italian Singles Chart                | 5               |
| New Zealand Singles Chart            | 2               |
| Norwegian Singles Chart              | 5               |
| Romanian Top 100                     | 4               |
| Swedish Singles Chart                | 4               |
| Swiss Singles Chart                  | 3               |
| UK Singles Chart                     | 1               |
| U.S. Billboard Hot 100               | 1               |
| U.S. Billboard Hot R&B/Hip-Hop Songs | 1               |
| U.S. Billboard Hot Dance Club Play   | 1               |